# U-Bahnhof Chlodwigplatz
Der U-Bahnhof Chlodwigplatz ist ein U-Bahnhof in Köln. Er liegt unter dem namensgebenden Platz und wird seit Dezember 2015 von der Nord-Süd-Stadtbahn der Kölner Stadtbahn bedient. Bereits vorher bestand eine gleichnamige Stadtbahnhaltestelle an der Oberfläche.

## Aufbau und Architektur

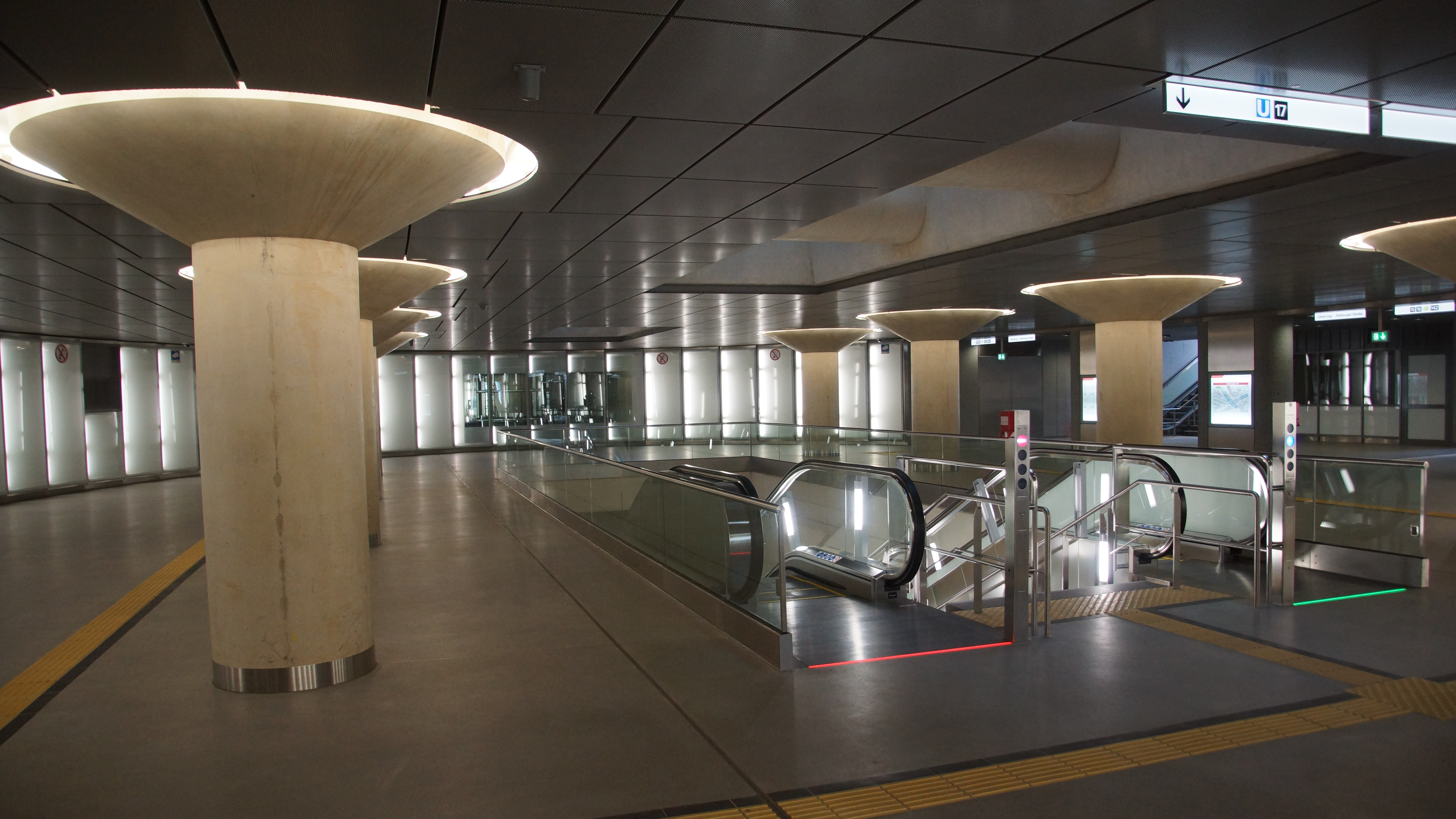
Verteilerebene mit den pilzförmigen Säulen

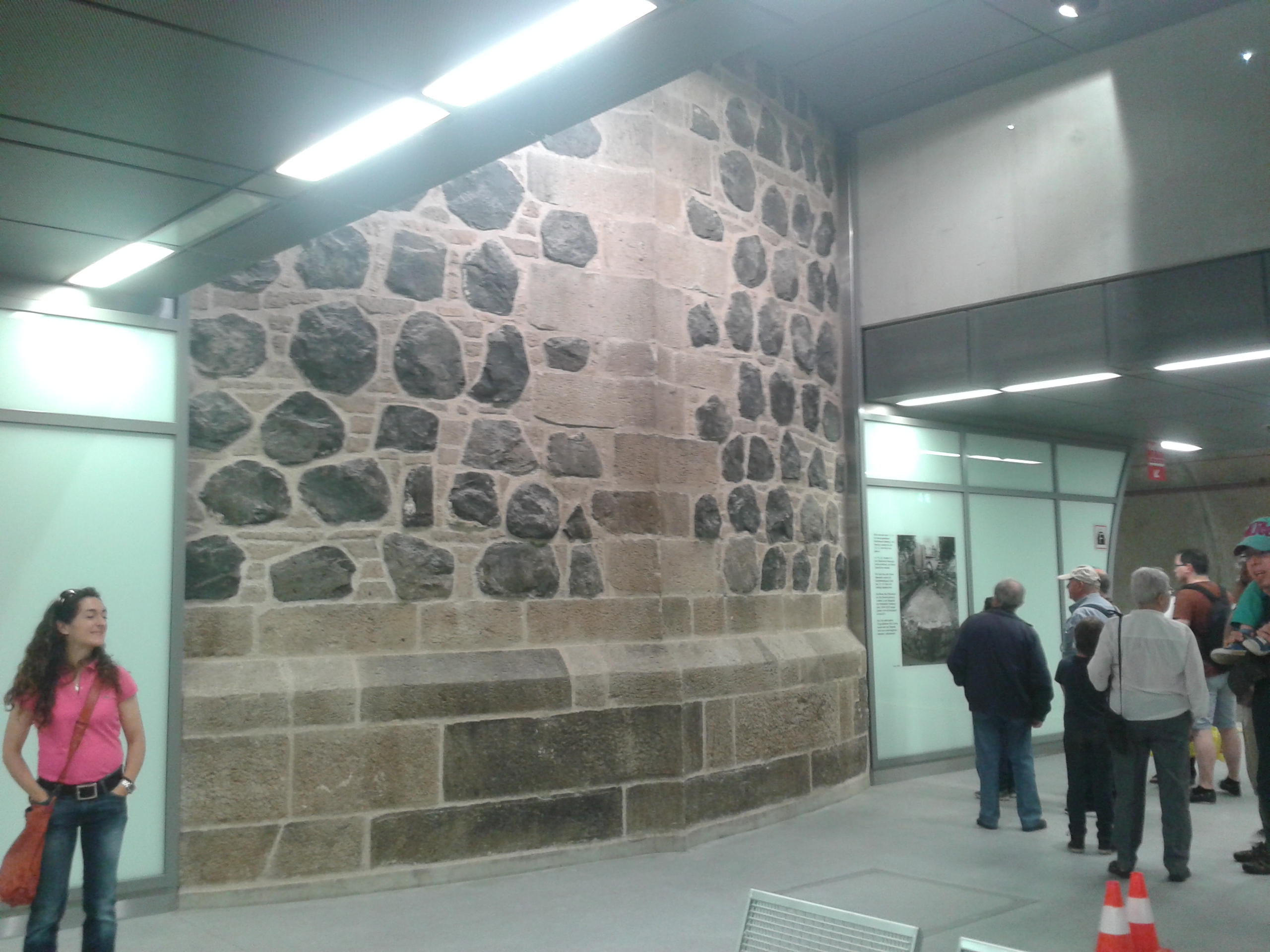
Wiederaufgebaute Teile des mittelalterlichen Bollwerks

Die vom Architektenbüro Schaller/Theodor aus Köln geplante Haltestelle hat eine große ovalförmige Verteilerebene unter dem Kreisel des Chlodwigplatzes und besitzt sechs Treppen-Ausgänge (davon einer von einer kleineren nördlichen Verteilerebene) und einen Aufzug. Der 90 Meter lange Bahnsteig ist als Mittelbahnsteig inmitten der beiden Richtungsgleise angeordnet, setzt sich außerdem teilweise in die Tunnelröhren fort und liegt 17,3 Meter unter der Straße.
Am 30. Oktober 2015 wurde im Rahmen einer Vernissage ein von Katharina Grosse angefertigtes buntes Acryl-Kunstwerk vorgestellt, das in Sprühtechnik mit einem Druckluftkompressor hergestellt wurde.
In die Station wurden außerdem Teile eines spätmittelalterlichen Bollwerks aus Basalt, Tuff und Trachyt integriert, die beim Bau der Station gefunden wurden. Die Verteidigungsanlage gehörte ursprünglich zur nördlich des Chlodwigplatzes gelegenen Severinstorburg und entstand 1474, als sich die Stadtbewohner in der Kölner Stiftsfehde gegen Karl den Kühnen von Burgund verteidigen mussten.

## Geschichte

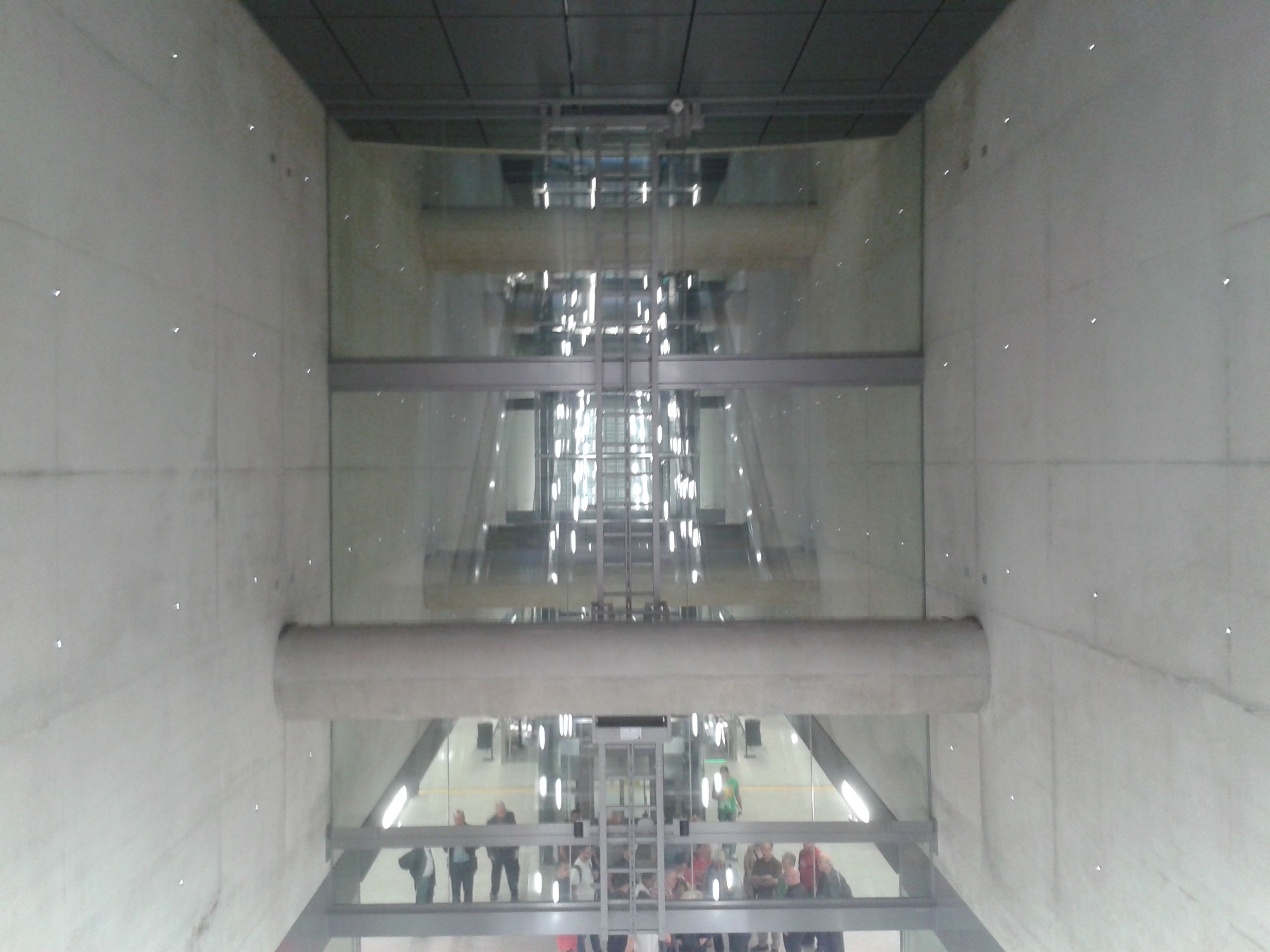
Treppenschacht

Bereits seit dem Ende des 19. Jahrhunderts besteht an der Oberfläche eine Straßenbahnhaltestelle, bis zum Zweiten Weltkrieg auch in Nord-Süd-Richtung. Seit Ende 2002 wird an der Nord-Süd-Stadtbahn gearbeitet, die den Innenstadttunnel der Kölner Stadtbahn entlasten und gleichzeitig die Altstadt besser erschließen soll. Im Zuge ihres Baus wurde auch der Chlodwigplatz grundlegend umgestaltet, die Straßenbahnhaltestelle von der West- auf die Ostseite des Platzes verlegt und die Straßenbahnlinie 6 nach Marienburg am 30. August 2002 eingestellt.
Die ursprünglich für 2011 geplante Inbetriebnahme der Nord-Süd-Stadtbahn mit der Station Chlodwigplatz konnte wegen des durch die Stadtbahnbauarbeiten hervorgerufenen Einsturzes des Kölner Stadtarchivs nicht erreicht werden. Mit der Vollinbetriebnahme wird 2031 gerechnet. Der südliche Streckenteil mit der Station Chlodwigplatz wurde im Rahmen des Fahrplanwechsels am 13. Dezember 2015 im Teilbetrieb eröffnet.

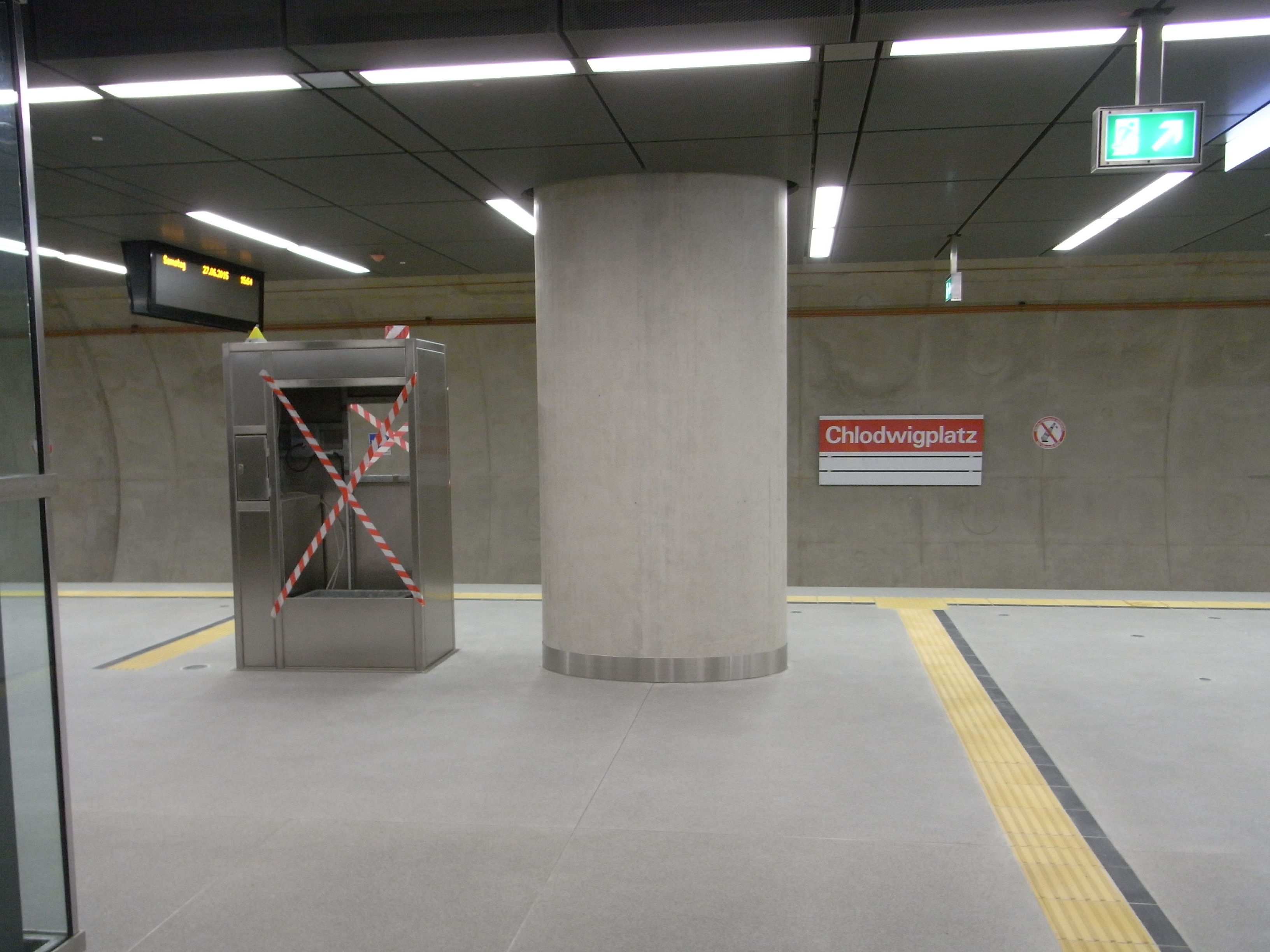
Zustand am 27. Juni 2015
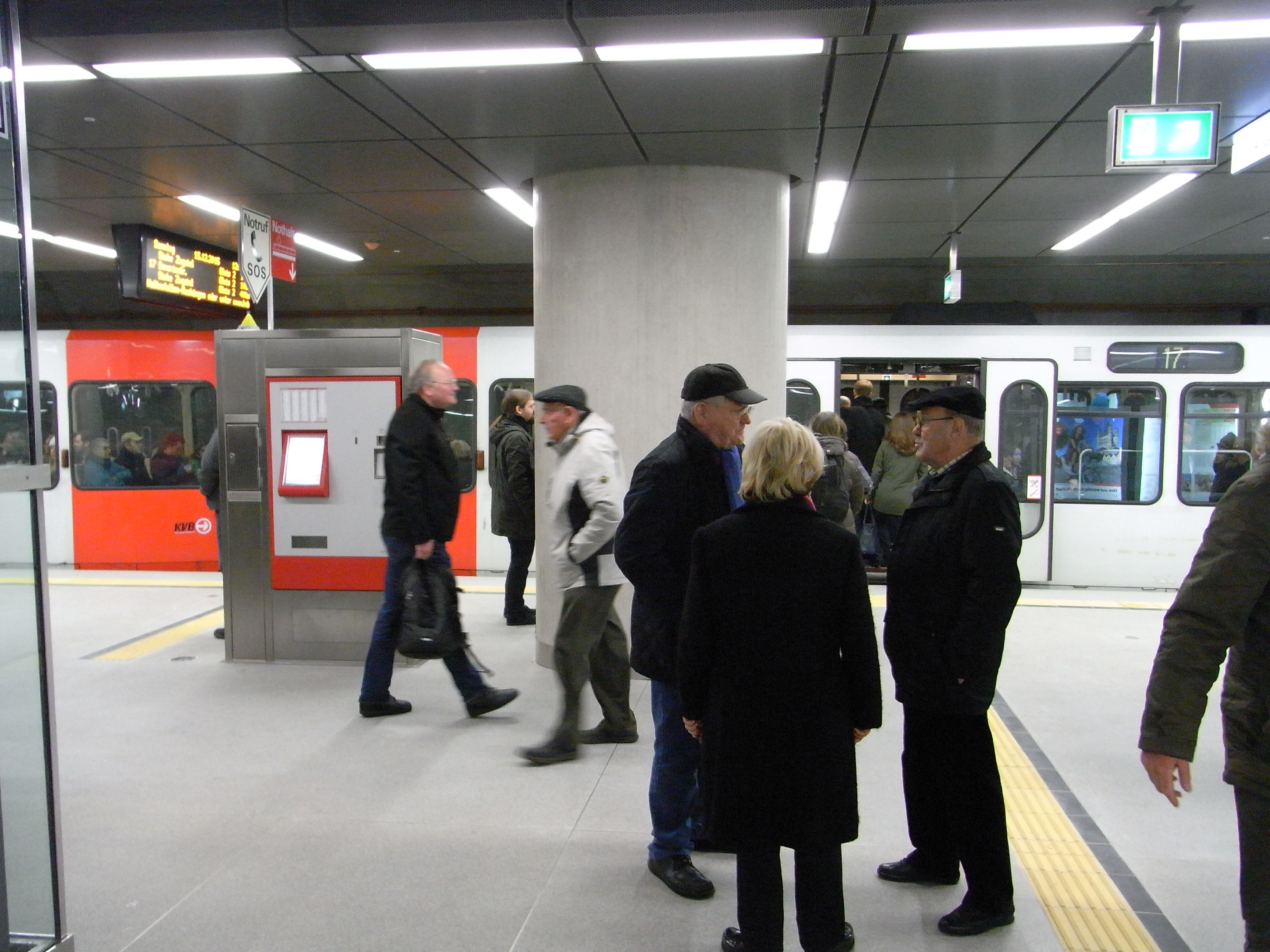
Zustand am 13. Dezember 2015

## Anbindung
Derzeit verkehren folgende Linien:
| Linie | Verlauf | Takt   |
| ----- | --- | ------ |
| 15    | Chorweiler – Heimersdorf – Longerich – Weidenpesch – U Neusser Straße/Gürtel – U Florastraße – U Lohsestraße – U Ebertplatz – U Hansaring – U Christophstraße/Mediapark – U Friesenplatz – U Rudolfplatz – Zülpicher Platz – Barbarossaplatz – Chlodwigplatz – Ubierring | 10 min |
| 16    | Niehl – Amsterdamer Straße/Gürtel – U Reichenspergerplatz – U Ebertplatz – U Breslauer Platz/Hbf – U Dom/Hbf – U Appellhofplatz (Breite Straße) – U Neumarkt – Barbarossaplatz – Chlodwigplatz – Ubierring – Marienburg – Rodenkirchen – Sürth – Godorf – Wesseling Nord – Wesseling – Wesseling Süd – Urfeld – Widdig – Uedorf – Hersel – Tannenbusch Mitte – Tannenbusch Süd – Propsthof Nord – Bonn West – U Bonn Hbf – U Universität/Markt – U Juridicum – U Bundesrechnungshof/Auswärtiges Amt – U Museum Koenig – U Heussallee/Museumsmeile – Ollenhauerstraße – Olof-Palme-Allee – Max-Löbner-Straße/Friesdorf – Hochkreuz/Deutsches Museum Bonn – U Wurzerstraße – U Plittersdorfer Straße – U Bonn-Bad Godesberg Bf – U Bad Godesberg Stadthalle | 10 min |
| 17    | U Severinstraße – Kartäuserhof – U Chlodwigplatz – U Bonner Wall – Rodenkirchen (– Sürth) (nur in der HVZ) | 10 min |

Die Linien 15 und 16 verkehren auf der oberirdischen Strecke entlang der Ringe, die Linie 17 auf dem unterirdischen Abschnitt der Nord-Süd-Strecke.
Nach der Vollinbetriebnahme der Nord-Süd-Strecke werden voraussichtlich folgende Linien betrieben:
- 5: Butzweilerhof – Friesenplatz – Dom/Hauptbahnhof – Heumarkt – Severinstraße – Chlodwigplatz (unten) – Bonner Wall – Marktstraße – Arnoldshöhe (Nord-Süd-Strecke)
- 15: Ubierring – Chlodwigplatz (oben) – Rudolfplatz – Ebertplatz – Weidenpesch – Longerich – Chorweiler (Ringestrecke)
- 16: Niehl, Sebastianstraße – Ebertplatz – Breslauer Platz/Hauptbahnhof – Heumarkt – Severinstraße – Chlodwigplatz (unten) – Bonner Wall – Rodenkirchen – Sürth – Wesseling – Bonn Hbf – Bonn-Bad Godesberg (Nord-Süd-Strecke)
- 17: Reichenspergerplatz – Ebertplatz - Breslauer Platz/Hauptbahnhof - Heumarkt - Severinstraße - Chlodwigplatz (unten) – Bonner Wall - Rodenkirchen - Sürth - Godorf - Langel – Lülsdorf – Niederkassel – Rheidt – Bonn-Beuel – Bonn Hbf